# 林京 (洪武進士)
林京，字于镐，福建福州府福清县人，明朝政治人物，同進士出身。
洪武二十年，福建丁卯乡试中舉。洪武二十一年，登戊辰科會試中進士，升任大理寺評事。